# Popowia humbertii
Popowia humbertii là một loài thực vật thuộc họ Annonaceae. Đây là loài bản địa đảo Madagascar.